# ATP Cagliari
Das ATP-Turnier von Cagliari (offiziell Forte Village Sardegna Open) war ein italienisches Tennisturnier der ATP Tour, das in der Gemeinde Pula, in der Metropolitanstadt Cagliari, auf Sardinien, ausgetragen wird.

## Geschichte
Infolge der COVID-19-Pandemie mussten vielen Turniere im ATP-Kalender 2020 abgesagt werden. Daraufhin wurden vier Turniere, zunächst je mit einer Ein-Jahres-Lizenz, neu in den Turnierbetrieb aufgenommen. Neben den Forte Village Sardegna Open gehörten dazu ein Turnier in Nur-Sultan und zwei Turniere in Köln. Nach der Austragung 2021 wurde das Turnier zunächst eingestellt. 2023 wurde es als Teil der ATP Challenger Tour mit Rekordpreisgeld als Sardegna Open wieder ausgespielt.
Das Turnier gehörte zur Kategorie ATP Tour 250 mit 28 Spielern im Einzel sowie 16 Paarungen im Doppel, wobei die vier am höchsten notierten Spieler im Einzel ein Freilos in der ersten Runde bekamen. Es wurde im Freien auf Sand gespielt.

## Siegerliste

### Einzel
| Jahr | Sieger         | Finalgegner      | Finalergebnis  |
| ---- | -------------- | ---------------- | -------------- |
| 2021 | Lorenzo Sonego | Laslo Đere       | 2:6, 7:65, 6:4 |
| 2020 | Laslo Đere     | Marco Cecchinato | 7:63, 7:5      |

### Doppel
| Jahr | Sieger                          | Finalgegner                       | Finalergebnis |
| ---- | ------------------------------- | --------------------------------- | ------------- |
| 2021 | Lorenzo Sonego Andrea Vavassori | Simone Bolelli Andrés Molteni     | 6:3, 6:4      |
| 2020 | Marcus Daniell Philipp Oswald   | Juan Sebastián Cabal Robert Farah | 6:3, 6:4      |